# Candy Candy
Candy Candy (キャンディ・キャンディ Kyandi Kyandi) là tiểu thuyết của nữ tác giả Kyoko Mizuki. Sau này, Yumiko Iragashi dựng nó thành bộ manga gồm 9 tập. Tác phẩm đã đoạt giải nhất của nhà xuất bản Kodansha về truyện tranh Nhật Bản dành cho thiếu nữ năm 1977. Khi phát hành tại Việt Nam lần đầu tiên, bộ truyện có tên là "Candy - cô bé mồ côi", gồm 12 tập. Đây là câu truyện rất cảm động và cao thượng về một cô bé mồ côi đã luôn vươn lên để sống tốt và hạnh phúc trong bất kì hoàn cảnh nào. Dù tác phẩm này đã thuộc về thế hệ 7x, nhưng giá trị về tình người, về tình yêu, nghị lực và lý tưởng của nó vẫn làm cho giới trẻ và cả người lớn mọi thời đại yêu thích.Tại Việt Nam, bộ phim hoạt hình được phát sóng chiếu trên kênh HTV7 vào năm 1995.

## Nội dung chính
Ở một miền quê hẻo lánh phía Nam nước Mỹ thuộc Michigan, có nhà thờ nhỏ tên gọi Pony, do hai sơ Pony & Lane quản lý. Nhà thờ chuyên tiếp nhận trẻ mồ côi. Vào một buổi sáng tháng 5 năm 1898, hai sơ nhìn thấy trước cửa nhà thờ đặt một chiếc giỏ đựng cô bé mới sinh. Tờ giấy ghi lại lời nhắn nhủ của ai đó, rằng xin chăm sóc đứa trẻ tên Candy ấy. Candy trở thành con nuôi của hai sơ Lane, Pony. Cô bé dần lớn lên theo thời gian, kết bạn với Annie - một cô bé mồ côi bằng tuổi mình. Dù Candy nghịch ngợm, mạnh mẽ, lí lắc còn Annie hiền dịu, yếu đuối nhưng họ lại rất thân thiết với nhau. Tuổi thơ của Candy lẫn Annie trôi qua êm đềm trên ngọn đồi Pony (biệt danh do bọn trẻ mồ côi đặt). Annie thường tủi thân vì không thể biết bố mẹ cô là ai, cô sinh ngày nào. Những lúc như vậy, Candy bảo với bạn là ngày họ được nhà Pony nhận nuôi, sẽ thành sinh nhật của họ.
Năm hai cô bé 6 tuổi, Annie được một gia đình rất giàu có nhận nuôi. Cô và Candy xa nhau từ đó. Mỗi ngày Annie và Candy đều viết thư hỏi thăm nhau, nhưng rồi Annie gửi lá thư cuối cùng đến Candy, viết rằng cô bé muốn quên hẳn nguồn gốc xuất thân của mình, đồng thời tuyệt giao với Candy. Ngồi trên ngọn đồi quen thuộc, Candy khóc nức nở sau khi đọc xong thư của bạn. Một cậu thiếu niên đẹp trai mặc đồ truyền thống Scotland, đeo kèn túi bước tới an ủi Candy và chơi kèn cho cô bé nghe. Thấy cô bật cười, chàng trai bảo: "Cô bé tí hon à, em cười sẽ dễ thương hơn là khóc đấy!". Bỗng lá thư của Annie vô tình bị gió cuốn đi, Candy vội chạy theo nhặt lại chúng, lúc quay lại thì chẳng còn thấy cậu thiếu niên kia đâu, chỉ còn một chiếc phù hiệu cài áo rất đẹp bằng bạc nằm trên đất. Trong trí tưởng tượng của trẻ con, Candy nghĩ rằng đó chính là vị hoàng tử của ngọn đồi Pony. Hình ảnh và tiếng nói của "the Prince of the hill" - Vị hoàng tử trên đồi đã theo Candy đến suốt cuộc đời.
Lúc Candy 12 tuổi, cô bé được gia đình Leagan quyền thế nhận về, nhưng không phải để làm con nuôi mà làm kẻ giúp việc và người bầu bạn với Eliza - con gái nhà Leagan. Tại gia đình Leagan, cô bị 2 đứa con của họ là Neal & Eliza hành hạ đủ điều. Nhưng với tính lạc quan, cởi mở, mạnh mẽ, Candy vượt qua mọi trò xấu xa của chúng. Cô còn kết thân với anh em Alistair (Stear), Archibald (Archie) Cornwell và Anthony Brown (Anthony) - họ hàng của nhà Leagan. Ba chàng thanh niên này là những người tốt bụng nâng đỡ Candy nhiều nhất. Trong một lần rơi xuống thác nước khi lang thang trong rừng, Candy lại có cơ hội gặp gỡ một bạn hữu mới, đó là "ông" Albert - người đã cứu cô. Trải qua bao nhiêu biến cố, suýt bị bán đi làm nô lệ ở México, nhưng may mắn thay, nhờ 3 anh em Stear, Archie, Anthony đã viết thư xin với mẹ William - người có quyền hành cao nhất tộc Andlay mà cô bé đã được cứu thoát, và trở thành con gái nuôi của gia đình Ardlay trong sự miễn cưỡng chấp nhận của mệ Elroy - bà già có vai vế, hiện đang thay mặt ngài William cai quản gia đình. Những tưởng cuộc đời cô bé sẽ hạnh phúc mãi. Tuy nhiên, sau đó Anthony chết vì ngã ngựa trong buổi ra mắt con nuôi chính thức của Candy; anh em Neal và Eliza cũng như nhà Leagan coi cô như vận rủi. Chán chường và đau đớn, Candy bỏ nhà Ardlay về với viện mồ côi Pony. Vài tháng sau, ông William sai gia nhân Geogre đến đón cô bé vào đúng ngày Noel.
Candy lại một lần nữa rời xa quê hương để đến Anh quốc xa xôi. Vì ông William, người đã nhận nuôi cô muốn cô trở thành tiểu thư đích thực nên gửi cô đến trường dòng Saint Paul tại nước Anh. Ở trường, Candy tái ngộ Stear, Archie, đồng thời cũng chạm trán với 2 anh em xấu xa nhà Leagan là Eliza và Neal. Bọn họ không ít lần bôi nhọ, bắt nạt Candy hoặc xúi giục bạn bè khích bác cô bé. Tuy nhiên, Patricia O'Brian (Pattie) - một cô bé người Anh nhút nhát, sống nội tâm vẫn luôn bầu bạn với Candy, bất chấp mọi lời ra tiếng vào. Số phận đưa đẩy cô thiếu nữ 13 tuổi này tái ngộ Annie - người bạn thời thơ ấu ở nhà Pony; gặp Albert là chàng thanh niên từng cứu mạng cô & Terrence Grandchester (Terry), sau này trở thành người yêu của Candy.
Bằng tính hoạt bát, đáng yêu, Candy dần làm Annie hiểu ra tình bạn đẹp đẽ giữa họ và cô bắt đầu chơi thân trở lại với Candy. Albert vẫn tốt bụng và thân thiết như xưa, anh lúc này làm việc trong sở thú. Mối quan hệ giữa cô với Terry cũng tiến triển rất tốt. Éo le thay, cô tiểu thư xấu tính Eliza cũng thầm để ý Terry đã bày mưu chia cắt hai người. Kết quả: Terry nhận thay người mình yêu hình phạt bị đuổi học, sau đó lên tàu thủy để đến Mỹ; còn Candy cũng xin nghỉ học và tìm đường trở về nước Mỹ. Candy về nhà của sơ Pony và sơ Lane - 2 bà mẹ tinh thần, bày tỏ nguyện vọng muốn trở thành y tá của cô. Thế là Candy được sơ Pony giới thiệu vào trường y tá kiêm bệnh viện Mary Jane. Năm đó, Candy mới 16 tuổi. Sau một thời gian dài học tập, Candy cùng vài nữ y tá khác nhận lệnh đến làm việc tại bệnh viện Saint John tại Chicago. Đây cũng là lúc chiến tranh thế giới I thực sự xảy ra.
Một lần nữa, Candy vui mừng gặp lại những người bạn yêu quý của mình: Stear, Archie, Annie, Pattie. Cô cũng hội ngộ với cả Albert, vị ân nhân cứu cô hồi nhỏ. Tuy nhiên, anh bị mất trí nhớ do tai nạn nên không còn biết Candy là ai. Candy với lòng yêu thương vô hạn dành cho Albert, đã thuê một căn hộ nhỏ ở ngoại ô để sống chung và chăm sóc cho anh. Albert vì mất trí nhớ nên không nhận ra Candy, nhưng sau đó anh dần dần quý mến và xao động vì tính cách đáng yêu của cô. Cả hai chung sống vui vẻ và có nhiều kỷ niệm ấm áp cùng nhau. Albert đã từng nghĩ rằng nếu có thể sống cùng Candy vui vẻ mỗi ngày như vậy thì anh không cần lấy lại trí nhớ của mình nữa.
Terry lúc này đã trở thành diễn viên kịch nổi tiếng. Anh có chút lo lắng khi nhận được thư của Candy báo tin cô đang sống cùng Albert, tuy nhiên anh luôn tin tưởng Candy và kính trọng Albert nên không hề phàn nàn gì. Terry đã mời Candy đến buổi diễn quan trọng nhất của anh. Cô liền hồ hởi đi tàu đến thành phố New York, nơi Terry sống. Người duy nhất đi tiễn cô buổi sáng sớm hôm ấy là Stear, cậu còn tặng Candy chiếc hộp nhạc (phát minh mới nhất của cậu ta), nói với Candy: "Mỗi khi nghe điệu nhạc của nó, hạnh phúc sẽ đến với em!" Nhưng cuộc tình duyên của Candy & Terry đã bị một biến cố lớn lao cắt đứt vĩnh viễn. Susanna - nữ diễn viên đồng nghiệp thầm yêu Terry từ lâu, đã hứng chịu thay cho anh hậu quả nặng nề từ 1 tai nạn của sân khấu; từ đó cô bị mất đi chân phải. Vì tinh thần trách nhiệm, Terry buộc lòng từ bỏ Candy và lấy Susanna. Về phần Candy, cô cũng không muốn để người yêu khó xử, đã chủ động chia tay. Ngay đêm đó, cô lên tàu trở về Chicago. Giữa trời tuyết trắng xoá, tiếng nhạc từ món quà Stear tặng bỗng vang lên trong túi áo cô. Tâm hồn Candy dù đang chìm đắm trong đau khổ, nhưng niềm tin "hạnh phúc sẽ đến" khiến cô cố sức trở về được với mọi người.
Candy trở về nhà với Albert. Anh đã chăm sóc và bảo vệ cho Candy trong thời gian cô suy sụp nhất. Một lần vì nóng lòng muốn về nhà nấu ăn chăm sóc Candy, anh bị xe đụng và chấn thương ở đầu. Chấn thương đó giúp anh dần dần hồi phục trí nhớ. Khi đã bình phục hoàn toàn, Albert không nói sự thật cho Candy biết, vì anh muốn tiếp tục chăm sóc và bảo vệ cho cô. Nhưng vì anh không thể công khai thân phận, và những người hàng xóm bắt đầu nghi ngờ mối quan hệ của hai người, Albert đã lặng lẽ ra đi.
Đó là khoảng thời gian đau khổ nhất của Candy, dường như những người thân thiết với cô đều lần lượt ra đi. Stear đã tình nguyện ra mặt trận làm phi công lái máy bay rồi hi sinh; Neal hãm hại khiến Candy mất việc; Albert thì đã đi biệt tích; người yêu cũ của cô là Terry suy sụp, phải từ bỏ sự nghiệp kịch nghệ của anh.
Lúc này khi nhận ra Candy và Terry vẫn còn quá đau khổ và suy sụp sau khi chia tay, Albert đã âm thầm thu xếp cho cả hai gặp nhau lần nữa. Candy đến Rockston, bang Illinois để tìm Albert (theo sự sắp đặt của chính anh), và cô bất ngờ gặp lại Terry ở đó. Lúc này Terry đang diễn một cách hời hợt và tham gia các vở kịch rẻ tiền, tại các sân khấu tồi tàn. Cô đứng lặng im nơi góc phòng sân khấu, xem anh diễn mà nước mắt cô dâng trào. Với linh cảm của tình yêu, Terry cảm nhận được sự hiện diện của Candy và cả khuôn mặt buồn bã của cô. Nhờ nó, Terry mới có động lực để đứng dậy, làm lại cuộc đời.
Khi Candy trở lại Chicago, cô nhận được lệnh của nhà Leagan buộc cô phải kết hôn với Neal. Tên công tử bột này cũng bị cá tính và nét đẹp tâm hồn của Candy thu hút. Candy đương nhiên không bao giờ chịu lấy kẻ hèn nhát, vô lại như hắn. George - gia nhân trung thành của nhà Andray đã khuyên cô nên đi gặp ngài William ở Lakewood, xin được huỷ bỏ hôn ước. Nhưng thật bất ngờ khi William Ardlay chính là... Albert - người giúp đỡ Candy nhiều nhất. Để giúp Candy hủy bỏ đính ước với Neal, Albert chấp nhận công khai thân phận của mình. Albert đứng ra bảo vệ cô trước cả dòng họ. Sau đó cả hai cùng nhau cưỡi ngựa, chèo thuyền, ôn lại những kỷ niệm đẹp ở Lakewood ngày xưa.
Sau quá nhiều biến cố, Candy quyết định trở lại nhà Pony - quê hương yêu dấu của mình, hành nghề y tá ở trạm xá gần đó. Đồng thời cô cũng giúp sơ Pony và sơ Lane trông nom bọn trẻ mồ côi. Các bạn thân của Candy cũng đến thăm nhà Pony và tổ chức một bữa tiệc chúc mừng cô trở về. Lúc Candy chạy lên ngọn đồi đầy kỉ niệm, cô gặp Albert đang đứng ở gốc cây gần đó, bảo rằng: "Cô bé tí hon à, em cười trông sẽ càng xinh hơn đấy!" Câu nói đã khiến Candy nhớ lại chàng hoàng tử thời thơ ấu, và bỗng hiểu ra hoàng tử, Albert và ngài William chỉ là một người duy nhất. Nhiều năm trước định mệnh đưa đẩy họ gặp nhau, và bây giờ lần nữa để họ tái ngộ ngay trên chính ngọn đồi Pony thân thương này.
Trong niềm vui sướng dâng tràn, Candy chạy tới chỗ Albert - hoàng tử trên đồi. Đôi mắt xanh của cô lúc này đẹp hơn bao giờ hết.
Câu chuyện khép lại ở đó.

## Các nhân vật trong truyện

### Candice "Candy" White Ardray
- Màu mắt: Xanh lá cây.
- Màu tóc: Vàng óng.
- Ngày sinh: 7 tháng 5 (ngày Candy bị bỏ lại trại trẻ mồ côi)
- Tuổi: 18 (Khi kết thúc truyện)
- Nhóm máu: B
- Tính cách: Ngọt ngào, chân thành, tốt bụng, yêu đời, dễ gần nhưng cũng rất tinh nghịch.
- Màu ưa thích: đỏ
- Thân phận: trẻ mồ côi nhà Pony, người hầu nhà Leagan, con gái nuôi dòng họ Andray, học sinh trường dòng Saint Paul và trường y tá, y tá bệnh viện Saint John ở Chicago
- Những người bạn tốt của Candy: Annie, Stear, Archie, Albert và Patty.
- Những người Candy yêu: Anthony, Terry, Albert.
- Những người yêu và thương Candy: Anthony, Terry, Albert, Stear, Archie.
- Những người luôn tìm cách làm khó Candy: Neal, Eliza.
Nhân vật chính của câu chuyện, là một cô bé mồ côi có làn da trắng như sữa, đôi mắt màu xanh lá cây, mái tóc gợn sóng vàng óng và đặc biệt là có rất nhiều tàn nhang ở mũi. Candy trong sáng, hoạt bát, yêu đời, biết quý trọng cuộc sống, biết yêu quý bản thân, tự lập, chịu khó học hỏi. Tuy phải trải qua nhiều đau khổ và mất mát nhưng cô luôn cố gắng vươn lên, và luôn giúp đỡ mọi người xung quanh, cho dù họ yêu hay ghét cô. Từ một cô bé mồ côi chịu nhiều uất ức bất hạnh, Candy trưởng thành mạnh mẽ, có ảnh hưởng tốt đến những người xung quanh, trở thành một Y tá tài năng, xinh đẹp, hạnh phúc.

### Annie Brighton
- Tên gọi khác: Annie Britter
- Màu mắt: Xanh da trời.
- Màu tóc: Vàng ánh bạc, nhưng trong anime thì là màu nâu.
- Ngày sinh: 7 tháng 5 (ngày Annie bị bỏ lại trại trẻ mồ côi)
- Tuổi: 18 (Khi kết thúc truyện)
- Nhóm máu: A
- Chiều cao: 157 cm
- Tính cách: tốt bụng, hiền dịu song cực kì nhút nhát (đôi lúc hơi nhu nhược)
- Thân phận: trẻ mồ côi nhà Pony, con gái nuôi nhà Brighton, hôn thê của Archibald Cornwell
Cô bạn thân nhất của Candy ở nhà Pony, nhưng khi được một gia đình giàu có nhận làm con nuôi đã rũ bỏ tuổi thơ nghèo hèn của mình theo yêu cầu của mẹ nuôi. Khi gặp lại và học cùng trường với Candy, Annie ghen với Candy vì cô bé thích Archie. Tuy nhiên, Candy và Archie đã giúp cô bé trở nên mạnh mẽ hơn và biết trân trọng những kỷ niệm đẹp ở nhà Pony.

### Anthony Brown
- Màu mắt: Xanh da trời.
- Màu tóc: Vàng.
- Ngày sinh: 30 tháng 9
- Tuổi: 16 [Khi Anthony mất]
- Nhóm máu: A
- Chiều cao: 172 cm
- Tính cách: Tốt bụng, ngọt ngào, dũng cảm và mạnh mẽ.
- Thân phận: cháu họ mệ Elroy Ardlay, có họ với nhà Leagan và hai anh em nhà Cornwell, cháu ruột mệ William, bạn của Candy
- Bạn gái: (có thể coi là) Candy.
Trong 3 anh em nhà Ardlay, Candy yêu quý Anthony nhất do ngoại hình của cậu y hệt "vị hoàng tử" của cô. Cậu rất thân thiện, hiền hoà và có tình cảm đặc biệt với Candy (có lẽ bởi vì Candy có màu mắt giống bà mẹ quá cố của Anthony). Là một người rất thích trồng hoa hồng, nhưng đã gặp tai nạn và qua đời trong buổi lễ chính thức nhận Candy làm con nuôi của gia đình Andrew. Ban đầu Candy lầm tưởng Anthony chính là vị hoàng tử trên đồi năm nào, nhưng chuyện đó là không thể bởi cậu gần bằng tuổi cô bé, trong khi hoàng tử lại lớn hơn hẳn.

### Archibald "Archie" Cornwell
- Màu mắt: Xanh da trời.
- Màu tóc: Vàng bạch kim
- Ngày sinh: 11 tháng 10
- Tuổi: 20 (Khi kết thúc truyện)
- Nhóm máu: A
- Chiều cao: 176 cm
- Thân phận: em trai của Alistair Cornwell, cháu họ mệ Elroy Ardlay, có họ với gia đình Leagan, người yêu của Annie Brighton
- Tính cách: Tốt bụng, hài hước, sống rất tình cảm, tuy có hơi nóng tính
Lúc đầu Archie cũng rất yêu mến Candy nhưng về sau lại trở thành bạn trai của Annie, bởi anh biết Candy đã yêu Terry. Phải mất một thời gian dài anh mới chấp nhận được tình cảm mới và dường như trong anh, tình cảm dành cho Candy vẫn còn mãi. Một cậu trai điệu đàng hơn mức bình thường, vô cùng đỏm dáng, nhưng rất tốt bụng. Luôn giúp đỡ Candy nhưng hay trêu chọc Stear.

### Alistair "Stear" Cornwell
- Tên gọi khác: Stir, Stea, Stair
- Màu mắt: Nâu hạt dẻ
- Màu tóc: Đen, hơi quăn
- Ngày sinh: 25 tháng 5
- Tuổi: 21 (Khi Stear mất)
- Nhóm máu: O
- Chiều cao: 178 cm
- Tính cách: Tốt bụng, dũng cảm, thông minh, sáng tạo, lạc quan
- Thân phận: anh trai của Archibald Cornwell, cháu họ mệ Elroy Ardlay, họ hàng với gia đình Leagan, bạn trai của Patricia O'Brian (Pattie), một con người đam mê phát minh
Anh trai của Archie và là anh em họ với Anthony. Một người yêu khoa học và đam mê phát minh, vui tính và luôn chế tạo ra những thứ bị Archie coi là vớ vẩn. Anh rất yêu thương Candy nhưng hiểu được số phận không sắp đặt anh với cô bé "quậy phá" đã cùng anh trải qua bao nhiêu kỉ niệm từ hồi nhỏ. Sau này Stear trở thành người yêu của Pattie. Anh đã tham gia quân đội Pháp rồi hy sinh trong một chuyến không chiến của chiến tranh thế giới thứ nhất. Khi máy bay của anh bị bắn rơi và đâm xuống biển, Stear đã nhìn thấy một cảnh hoàng hôn rực rỡ. Trước lúc chết, anh mong muốn ngày nào đó sẽ cho Pattie ngắm nhìn nó.

### Terrence "Terry" Graham Grandchester
- Tên gọi khác: Terry
- Màu mắt: Xanh sẫm
- Màu tóc: Hung.
- Ngày sinh: 28 tháng 1
- Tuổi: 20 (Khi kết thúc truyện)
- Nhóm máu: AB
- Chiều cao: 178 cm
- Tính cách: Hào hiệp, hơi kiêu căng, cứng rắn, phóng khoáng, khá ngông cuồng (giống con ngựa bất kham)
- Thân phận: con trai của Công tước Grandchester, học sinh trường dòng Saint Paul, diễn viên đoàn kịch Stratford
- Người yêu: Candy, Susana
Người yêu của Candy tại học viện Saint Paul, tình yêu sâu sắc và lãng mạn thời học sinh của cô. Là con của một quý tộc người Anh và một diễn viên Mỹ nổi tiếng. Cậu thừa hưởng tất cả những nét đẹp của cả bố và mẹ, nhưng vì tự ái với thân phận con rơi của mình nên trở nên hư hỏng. Vì tình yêu với Candy, cậu đã rũ bỏ tất cả để sang Mỹ, trở thành một diễn viên nổi tiếng. Sau sự cố của Súsana, Tẻrry lựa chọn rời xa Candy để lo lắng cho Súsana. Tuy nhiên ry vì bản tính ngông cuồng và vì tuổi đời còn trẻ, Tẻrry đã suy sụp đau khổ một thời gian dài sau khi chia tay Candy. Sau đó nhờ anh Albert sắp xếp cho Tẻrry gặp lại Candy, Tẻrry đã tìm lại được lòng tin với bản thân và tiếp tục theo đuổi đam mê của mình.

### Patricia "Patty" O'Brian
- Màu mắt: Nâu hạt dẻ
- Màu tóc: Nâu.
- Ngày sinh: 19 tháng 6
- Tuổi: 18 (Khi kết thúc truyện)
- Nhóm máu: A
- Chiều cao: 156 cm
- Tính cách: Dễ thương, thông minh va e dè, nhút nhát.
- Thân phận: học sinh trường dòng Saint Paul, hôn thê của Alistair Cornwell
Tên thân mật là Patty, người bạn đầu tiên của Candy tại học viện Saint Paul. Patty là một cô gái vụng về trong việc nữ công gia chánh và dáng người hơi tròn trịa. Cô ấy mới đầu không có bạn thân nên đã lén nuôi 1 chú rùa nhỏ. Sau này bị các sơ trong trường biết, Patty bị buộc phải ném con rùa của cô đi. Lúc ấy, chính Candy đã lên tiếng bênh vực cho cô và giúp cô chuyển chú rùa vào sở thú, nơi Albert làm việc.

### William Albert Ardlay
- Màu mắt: Xanh da trời.
- Tóc: vàng, hơi xoăn
- Nhóm máu: B
- Chiều cao: 184 cm
- Tuổi: 28 (cuối truyện)
- Tính cách: Tự lập, tài năng, khiêm nhường, tốt bụng, dũng cảm. Không quan tâm đến danh tiếng và của cải, thích tự do ngao du đây đó, sống với thiên nhiên, giúp đỡ động vật và mọi người.
- Thân phận: Cha mẹ và chị Rosemary (mẹ của Anthony) của Albert qua đời khi Albert còn rất nhỏ, anh đau buồn và chán ghét cuộc sống quý tộc. Mặc dù là người thừa kế của dòng họ Ảrdlay, Albert dành nhiều mối quan tâm cho thiên nhiên và động vật, không màn đến danh lợi của cải. Albert thích tự lập, thường xuyên bỏ nhà một mình đi du lịch khắp thế giới, tự chăm sóc cho bản thân, không muốn dựa dẫm vào tên tuổi hay tài sản thừa kế mà có. Mệ Elroy và một vài người quan trọng trong dòng họ đã giữ bí mật thân phận của Albert cho đến khi anh trưởng thành, để bảo vệ cho anh và tránh trở ngại cho việc làm ăn của ngân hàng Ảrdlay.
- Nghề nghiệp: theo truyện tranh và phim hoạt hình Candy, Albert từng làm huấn luyện động vật, bác sĩ thú y, bác sĩ tình nguyện cho trẻ em, đầu bếp. Sau khi trưởng thành và hồi phục trí nhớ, Albert quản lý công việc đầu tư của dòng họ Ảrdlay.
Albert là người luôn che chở bảo vệ cho Candy và bạn bè của cô trong nhiều hoàn cảnh. Do duyên số, Albert và Candy gặp gỡ nhau ở những mốc quan trọng, họ trở thành bạn thân thiết. Albert bí mật nhận nuôi nhận nuôi Candy khi anh chỉ mới 20 tuổi, theo nguyện vọng của Anthony, Stear, và Ảrchive. Đó cũng là cách tốt nhất anh nghĩ ra để có thể giúp Candy lớn lên khỏe mạnh và có cuộc sống hạnh phúc. Sau khi Candy trưởng thành, Albert gặp lại Candy và được cô chăm sóc khi bị mất trí nhớ. Vì không nhận ra Candy là con nuôi của mình, anh đã yêu thương Candy sâu sắc khi họ chung sống một nhà. Khi hồi phục trí nhớ, Albert tiết lộ cho Candy biết họ gặp nhau lần đầu trên ngọn đồi Pony lúc Candy 6 tuổi và Albert 16 tuổi.

### Mệ Elroy Ardlay
- Tính cách: dễ nổi nóng, cứng nhắc, luôn quan tâm đến việc giữ thể diện cho gia đình
- Thân phận: Chị của ông Ảrdly cha Albert, là người điều hành gia đình khi mệ William vắng mặt, bà cô của Anthony Brown, anh em nhà Cornwell và Leagan

### Neal Leagan
- Tên gọi khác: Neil, Daniel
- Tính cách: kiêu căng, hèn nhát, ngu xuẩn
- Thân phận: anh trai của Eliza Leagan, cháu họ mệ Elroy Ardlay, có họ hàng xa với Anthony Brown và anh em nhà Cornwell

### Eliza Leagan
- Tên gọi khác: Liza, Iriza
- Tính cách: độc ác, ích kỷ, ganh ghét và chơi xấu mọi người
Thân phận: em gái của Neil Leagan, cháu họ mệ Elroy Ardlay, có họ hàng với Anthony Brown và anh em nhà Cornwell

### Susanna Marlow
- Tên gọi khác: Susannah, Suzanna
- Tính cách: nhu nhược, thiếu cương quyết, ích kỷ
- Thân phận: diễn viên tài năng của đoàn kịch Stratford
Súsanna là diễn viên trẻ tài năng, xinh đẹp. Cô là người ích kỷ và thiếu suy xét. Cô si mê Tẻrry và mong muốn sở hữu được anh bằng mọi giá, kể cả đem sinh mạng của mình ra để đánh đổi tình yêu. Vì lòng nhân ái và bản tính hào hiệp, Tẻrry đã lựa chọn rời xa Candy để lo lắng cho cô.

### Flannie Hamilton
- Tên gọi khác: Flammy, Flary
- Tính cách: cứng nhắc, ít nói, khó gần
- Thân phận: học sinh giỏi nhất của trường y tá Mary Jane, y tá chiến trường, bạn cùng phòng với Candy.

## Đánh giá
Candy Candy ca ngợi lòng cao thượng và cái đẹp trong cuộc sống lẫn con người. Ẩn sau mộ bộ truyện tranh bình thường này là thật nhiều bài học lớn lao. Với nhiều người hâm mộ, Candy Candy là một trong những shoujo manga không thể thiếu trong bộ sưu tập của mình. Hơn 30 năm đã trôi qua từ khi bộ truyện chấm dứt, nhưng những dư âm của Candy vẫn còn đọng lại sâu sắc trong lòng độc giả.
Candy Candy lôi cuốn người đọc không chỉ nhờ những nhân vật rất cá tính, mà còn nhờ vào cốt truyện hấp dẫn và đặc sắc. Vừa quý tộc vừa bình dân, vừa rất Tây phương lại man mác hơi thở Á Đông, Candy đem lại những cảm giác rất thật bằng nhiều sự kiện khiến độc giả không thể nào quên.
Nếu Mẹ Elroy là đại diện cho tầng lớp quý tộc bảo thủ, nóng nảy và đầy thiên vị, thì những chàng trai, cô gái như Candy, Archie, Stear, Terry… là những bông hoa trong khu vườn đang nảy lộc đâm chồi. Chính những con người trẻ tuổi lạc quan ấy mới thật sự là chủ nhân của tương lai. Những con người dám nghĩ dám làm, không phân biệt giai cấp, địa vị. Những con người dám sống hết mình, yêu thương hết lòng và luôn mong muốn làm cuộc sống tốt đẹp hơn, đồng thời đem đến hạnh phúc cho người khác.
Họ cũng chính là những người chợt khiến ta nghĩ đến bản thân mình, nghĩ đến hiện thực và những ước mơ.
Cốt truyện chẳng có những mâu thuẫn gắt gao, những cuộc chiến tranh quá đau thương hay đẫm máu, càng không phải câu truyện tình bi lụy. Motif cũng không có gì mới mẻ. Đơn giản chỉ là kể về cuộc đời của một cô bé mồ côi từ khi cô được nhận nuôi cho đến ngày cô tìm lại được hạnh phúc. Thế nhưng, câu truyện không vì thế mà không cuốn hút người đọc, càng không vì thế mà không để lại những ý nghĩa sâu sắc. Bằng những tình tiết rất bình thường và phổ biến trong đời thực, "Candy Candy" đã thắp lên ngọn lửa tin yêu trong lòng mỗi người đọc. Khi đọc phần đầu, ta dễ lầm tưởng nó chỉ là một truyện cổ tích kiểu "Lọ lem - Cinderella", tuy vậy càng về sau, diễn biến chuyện càng phức tạp và sâu sắc, già dặn hơn. Minh chứng rõ nhất cho việc này là sự thay đổi trong con người Candy. Candy dù vẫn luôn nở nụ cười rạng rỡ, nhưng nụ cười của cô không còn vô tư, hồn nhiên như trước nữa, mà đã thành nụ cười che giấu ưu tư cùng nước mắt. Đó cũng là nụ cười tượng trưng cho bản lĩnh vững vàng và sức sống mãnh liệt luôn luôn tồn tại nơi tâm hồn Candy.
Xuyên suốt câu chuyện là mối quan hệ của Candy và Albert - người thanh niên yêu thương động vật và thiên nhiên, thích đi đây đi đó, và đặc biệt là rất yêu thương Candy. Bất cứ khi nào Candy có chuyện buồn, bất cứ lúc nào Candy tủi thân, cô cũng đều có Albert ở bên cạnh. Khi Anthony qua đời, khi chia tay với Terry, và cả lúc mất Stear, Albert luôn là chỗ dựa cho Candy, luôn an ủi, động viên, để từ điểm tựa đó, Candy lại có thể đứng lên, lại cười vì ai ai cũng yêu mến nụ cười của cô.
Tình cảm giữa Albert với Candy là gì? Là tình bạn, tình thân, tình yêu.
Đối với Candy, Albert là mối tình đầu tiên khi họ gặp nhau lần đầu trên đồi Pony. Sau lần gặp gỡ đó, Candy luôn giữ tấm huy hiệu Albert đánh rơi như bùa hộ mệnh. Cô thường chia sẻ cây thánh giá may mắn của cô Pony tặng với những người bạn cô gặp, nhưng tấm huy hiệu của Albert là bí mật tuyệt đối của cô. Khi nhìn thấy trên xe của gia đình Leagan có gắng huy hiệu tương tự, Candy đã đồng ý để gia đình Leagan nhận nuôi mà không hề đắng đo, vì cô bé rất mong muốn gặp lại vị hoàng từ - Albert.
Những lần gặp gỡ sau đó ở Lakewood, Candy không nhận ra Albert là hoàng tử trên đồi, vì anh cải trang để giấu thân phận Mệ William. Cả hai nhận ra họ đều yêu thiên nhiên, yêu động vật, thích sống tự do, thích chăm sóc cho mọi người. Albert và Candy nhanh chóng quý mến nhau và có được tình bạn thân thiết. Cô bé Candy khi gặp bất cứ chuyện gì thường viết thư thả ngược dòng suối để báo tin cho anh Albert.
Sau khi cứu Candy khỏi bị bán sang Mexico, Albert nhận Candy làm con nuôi vì muốn Candy được nuôi dưỡng khỏe mạnh và phát triển tốt. Vì yêu thương Candy như người thân, Albert đã tìm nhiều cách giúp cô vượt qua nỗi đau mất Anthony và sau đó gởi cô sang Anh học. Anh cũng theo Candy sang London để âm thầm che chở cho cô. Sau khi biết tình cảm của Candy và Terry, Albert đã yên tâm tham gia hội từ thiện sang châu Phi sống theo sở thích của bản thân.
Khi Albert nhận được thư của Candy nói về việc cô muốn từ bỏ Ảrdlay, và sau theo học ngành Y Tá, anh đã trở về Chicago, Mỹ để gặp lại cô nhưng không may gặp tai nạn do chiến tranh ở Ý mà mất trí nhớ. Trong lúc hôn mê vẫn gọi tên thành phố Chicago, nhờ vậy mà anh được chuyển về bệnh viện nơi Candy đang làm việc. Candy nhận ra Albert và chăm sóc cho anh như chăm sóc một người bạn thân, người ân nhân, người anh ruột. Candy thuyết phục Albert sống cùng nhà với cô nh7 anh em để cô có thể chăm sóc cho anh. Vì không nhận ra Candy là con nuôi của mình, Albert đã dần xao động trước sự đáng yêu của Candy trong thời gian họ sống chung một nhà. Anh luôn nghĩ đến Candy trước nhất trong mọi việc, và chăm sóc bảo vệ cho Candy. Lúc này Albert chỉ muốn được sống vui vẻ cùng Candy mỗi ngày mà không còn quan tâm đến việc hồi phục trí nhớ nữa. Đến lúc hồi phục trí nhớ, Albert vẫn không muốn rời xa Candy cho đến khi gặp trở ngại với những người hàng xóm. Một lần Candy gặp nạn và Albert đến giúp, cả hai chia đôi một cái bánh mì và ăn cùng nhau, Albert đã nói với Candy anh muốn chia đôi mọi thứ cùng Candy, và muốn cô hứa sẽ luôn tin tưởng chia sẻ với anh. Albert giúp đỡ, động viên, hướng dẫn cho Candy và Terry trong nhiều hoàn cảnh. Anh luôn nghĩ đến hạnh phúc của mọi người xung quanh mà không hề ích kỷ tính toán gì cho bản thân.
Albert đã công khai thân phận Mẹ William của mình và giúp Candy hủy bỏ đính hôn với tên Neal. Cuối truyện, Albert đến gặp lại Candy trên ngọn đồi Pony, nhờ vậy Candy nhận ra vị hoàng tử trên đồi mà cô tìm kiểm cả cuộc đời chình là người luôn ở bên cạnh che chở cho cô - anh Albert.
Candy Candy đã thổi sức sống vào tâm hồn và làm dịu tinh thần của biết bao thế hệ độc giả. Một mangaka nổi tiếng từng nói một shoujo hay thật sự là shoujo có thể lấy đi nước mắt của nhiều người, và mỗi khi nhìn lại, đó là những giọt nước mắt không hề phí hoài vô ích. Bởi chúng ta đọc và chúng ta đồng cảm, chúng ta mến yêu. Lưu trữ ngày 25 tháng 4 năm 2009 tại Wayback Machine